# Orgilus leleji
Orgilus leleji är en stekelart som beskrevs av Sergey A. Belokobylskij och Taeger 1996. Orgilus leleji ingår i släktet Orgilus och familjen bracksteklar. Inga underarter finns listade i Catalogue of Life.